# Canindezinho
Canindezinho é um distrito pertencente ao município de Várzea Alegre no Ceará, situado na planície do vale do riacho do Machado, tem como principal atividade econômica a agricultura de sub-existência da plantação de arroz. O distrito contou com instalações de engenho de cana-de-açúcar no sítio Várzea de Dentro, com o fim da atividade, os locais de plantação de cana, deram lugar a pastagens, para criação de gado, a pecuária hoje é uma importante atividade do Distrito.